# Denis Tristant
Denis Tristant, född 23 november 1964 i Pacy-sur-Eure, är en fransk tidigare handbollsspelare (högersexa).
Han tog OS-brons i herrarnas turnering i samband med de olympiska handbollstävlingarna 1992 i Barcelona.